# Mistrovství světa v plážovém fotbale 2008
Mistrovství světa v plážovém fotbale 2008 bylo 14. ročníkem MS v plážovém fotbale, které se konalo v francouzském městě Marseille na pláži Plages du Prado v období od 17. do 27. července 2008. Jednalo se o celkový 14. ročník a o čtvrtý, který pořádala FIFA po tom, co šampionát vzala pod svojí záštitu místo Beach Soccer Worldwide. Účastnilo se ho 16 týmů, které byly rozděleny do 4 skupin po 4 týmech. Ze skupiny postoupily do vyřazovací fáze první a druhý celek. Vyřazovací fáze zahrnovala 8 zápasů. Brazílie postoupila do finále, ve kterém porazila Itálii 5:3 a celkově po dvanácté vyhrála mistrovství světa. Nováčkem turnaje byl tým Salvadoru. Šlo o první mistrovství světa, které se uskutečnilo mimo Brazílii.

## Stadion
Mistrovství se odehrálo na jednom stadionu v jednom hostitelském městě: Stade du Prado (Marseille).
| Marseille                |
| ------------------------ |
| Stade du Prado           |
| Kapacita: 7000 Marseille |

## Týmy

### Kvalifikace
| - Severní, Střední Amerika a Karibik (CONCACAF) - Salvador - Mexiko - Jižní Amerika (CONMEBOL) - Uruguay - Argentina - Brazílie |  | - Evropa (UEFA) - Portugalsko - Španělsko - Itálie - Rusko - Asie (AFC) - Japonsko - Spojené arabské emiráty - Írán |  | - Afrika (CAF) - Senegal - Kamerun - Oceánie (OFC) - Šalomounovy ostrovy - Hostitel - Francie |

## Zápasy

### Skupinová fáze
| Vysvětlivky                                           |
| ----------------------------------------------------- |
| Týmy na prvních dvou místech postupují do čtvrtfinále |
| Vítěz zápasu je tučně zvýrazněn                       |

Čas každého zápasu je uveden v lokálním čase.

#### Skupina A
| Tým     | Z | V | R | P | VG | IG | +/− | B |
| ------- | - | - | - | - | -- | -- | --- | - |
| Francie | 3 | 1 | 1 | 1 | 15 | 14 | +1  | 4 |
| Uruguay | 3 | 1 | 1 | 1 | 17 | 12 | +5  | 4 |
| Senegal | 3 | 1 | 1 | 1 | 16 | 14 | +2  | 4 |
| Írán    | 3 | 0 | 0 | 3 | 8  | 16 | −8  | 0 |

| 17. července 2008 16:15                             |        |                   |                                                     |
| Uruguay                                             | 6 : 1  | Írán              | Stade du Prado, Marseille rozhodčí: Juan José Lopéz |
| Ricar 3', 8', 22' Martin 6' Parrillo 28' Fabian 31' | Report | Mehdi Davoudi 20' | Stade du Prado, Marseille rozhodčí: Juan José Lopéz |

| 17. července 2008 19:15                                                               |        |                                                                           |                                                     |
| Francie                                                                               | 5 : 5  | Senegal                                                                   | Stade du Prado, Marseille rozhodčí: Istvan Meszáros |
| Didier Samoun 16', 36' Jeremy Basquaise 21' Stephane Francois 28' Sebastien Pérez 33' | Report | Pape Koukpaki 2', 31' Gomis Mbengue 12' Malick Dieng 13' Ngalla Sylla 17' | Stade du Prado, Marseille rozhodčí: Istvan Meszáros |

|                                    |       | Penaltový rozstřel          |  |
| Jeremy Basquaise Stephane Francois | 1 : 2 | Gomis Mbengue Serigne Ndour |  |

| 19. července 2008 14:45                                                                   |               |                                                                              |                                                                     |
| Senegal                                                                                   | 7 : 8 (prod.) | Uruguay                                                                      | Stade du Prado, Marseille diváci: 4 000 rozhodčí: Eduards Borisevič |
| Pape Koukpaki 15', 16', 27', 39' Sarr Limamoulaye 20' Gomis Mbengue 30' Victor Diagne 31' | Report        | Martin 4', 29' Parrillo 12' Miguel 23' Ricar 27', 38' Matias 36' Pampero 38' | Stade du Prado, Marseille diváci: 4 000 rozhodčí: Eduards Borisevič |

| 19. července 2008 19:15                                                            |        |                                                                                |                                                                 |
| Írán                                                                               | 6 : 6  | Francie                                                                        | Stade du Prado, Marseille diváci: 7 000 rozhodčí: George Postma |
| Ali Naderi 7', 37' Farshad Abdollahi 19' Moslem Mesigar 23', 25' Mehdi Davoudi 31' | Report | Rahimi 10' (vl.) Jeremy Basquaise 11', 12' (pen.), 14', 38' Thierry Ottavy 14' | Stade du Prado, Marseille diváci: 7 000 rozhodčí: George Postma |

|                            |       | Penaltový rozstřel                |  |
| Faroogh Dara Mehdi Davoudi | 1 : 2 | Stephane Francois Sebastien Pérez |  |

| 21. července 2008 17:45                                   |        |                |                                                                   |
| Senegal                                                   | 4 : 1  | Írán           | Stade du Prado, Marseille diváci: 7 000 rozhodčí: Alberto Moreira |
| Gomis Mbengue 9' Pape Koukpaki 19', 34' Victor Diagne 24' | Report | Ali Naderi 26' | Stade du Prado, Marseille diváci: 7 000 rozhodčí: Alberto Moreira |

| 21. července 2008 19:15                                       |        |                                |                                                                   |
| Francie                                                       | 4 : 3  | Uruguay                        | Stade du Prado, Marseille diváci: 7 000 rozhodčí: Erick Chavarria |
| Didier Samoun 9' (pen.), 11' Jeremy Basquaise 19', 28' (pen.) | Report | Ricar 27' Parrillo 34' Oli 36' | Stade du Prado, Marseille diváci: 7 000 rozhodčí: Erick Chavarria |

#### Skupina B
| Tým                 | Z | V | R | P | VG | IG | +/− | B |
| ------------------- | - | - | - | - | -- | -- | --- | - |
| Portugalsko         | 3 | 2 | 1 | 0 | 26 | 10 | +16 | 7 |
| Itálie              | 3 | 2 | 0 | 1 | 15 | 10 | +5  | 6 |
| Šalomounovy ostrovy | 3 | 1 | 0 | 2 | 14 | 23 | −9  | 3 |
| Salvador            | 3 | 0 | 0 | 3 | 6  | 18 | −12 | 0 |

| 17. července 2008 14:45 |        |                                                       |                                                         |
| Itálie | 7 : 4  | Šalomounovy ostrovy                                   | Stade du Prado, Marseille rozhodčí: Carlos Aguirregaray |
| Paolo Palmacci 1' Simone Feudi 2' Francesco Corosiniti 8', 25' Giuseppe Soria 12' Roberto Pasquali 17' (pen.) Giuseppe Condorelli 17' | Report | James Naka 3' Gibson Hosea 15', 17' Nicholas Muri 24' | Stade du Prado, Marseille rozhodčí: Carlos Aguirregaray |

| 17. července 2008 17:45                                                           |        |                                |                                                    |
| Portugalsko                                                                       | 8 : 2  | Salvador                       | Stade du Prado, Marseille rozhodčí: Tasuku Onodera |
| Alan 2' Madjer 14', 18' Hernani 15' Beirao Sousa 16' Torres 21' Belchior 33', 36' | Report | Agustín Ruiz 7' Saul Blanco 7' | Stade du Prado, Marseille rozhodčí: Tasuku Onodera |

| 19. července 2008 16:15                 |        | |                                                   |
| Šalomounovy ostrovy                     | 4 : 13 | Portugalsko | Stade du Prado, Marseille rozhodčí: Faisal Sallam |
| James Naka 14', 17', 28' Franco Nee 32' | Report | Madjer 3', 16', 17', 18', 25' Alan 5', 5', 17', 29' Gideon Omokirio 5' (vl.) Belchior 8', 34' Eddie Ngaitini 24' (vl.) | Stade du Prado, Marseille rozhodčí: Faisal Sallam |

| 19. července 2008 17:45    |        |                                                              |                                                                   |
| Salvador                   | 1 : 4  | Itálie                                                       | Stade du Prado, Marseille diváci: 6 000 rozhodčí: Alberto Moreira |
| Tomas Hernandéz 27' (pen.) | Report | Roberto Pasquali 6' Paolo Palmacci 18', 21' Simone Feudi 25' | Stade du Prado, Marseille diváci: 6 000 rozhodčí: Alberto Moreira |

| 21. července 2008 14:45                 |               | |                                                                   |
| Portugalsko                             | 5 : 4 (prod.) | Itálie                                                                                                  | Stade du Prado, Marseille diváci: 5 000 rozhodčí: Juan José Lopéz |
| Belchior 6', 9', 38' Alan 8' Madjer 32' | Report        | Massimiliano Esposito 18' (pen.) Diego Maradona Jr. 22' Giuseppe Soria 24' (pen.) Giuseppe Platania 28' | Stade du Prado, Marseille diváci: 5 000 rozhodčí: Juan José Lopéz |

| 21. července 2008 16:15                                |        |                                           |                                                               |
| Salvador                                               | 3 : 6  | Šalomounovy ostrovy                       | Stade du Prado, Marseille diváci: 3 800 rozhodčí: Zhiwei Geng |
| Agustín Ruiz 13' Elias Ramírez 24' Tomas Hernández 28' | Report | James Naka 5', 13', 16', 23' Omo 28', 35' | Stade du Prado, Marseille diváci: 3 800 rozhodčí: Zhiwei Geng |

#### Skupina C
| Tým                     | Z | V | R | P | VG | IG | +/− | B |
| ----------------------- | - | - | - | - | -- | -- | --- | - |
| Argentina               | 3 | 3 | 0 | 0 | 13 | 5  | +8  | 9 |
| Rusko                   | 3 | 2 | 0 | 1 | 12 | 14 | −2  | 6 |
| Spojené arabské emiráty | 3 | 1 | 0 | 2 | 13 | 12 | +1  | 3 |
| Kamerun                 | 3 | 0 | 0 | 3 | 4  | 17 | −13 | 0 |

| 18. července 2008 14:45                          |        |                                                                                      |                                                                 |
| Rusko                                            | 3 : 5  | Argentina                                                                            | Stade du Prado, Marseille diváci: 4 000 rozhodčí: George Postma |
| Ilja Leonov 7' Egor Šajkov 26' Dmitrij Šišin 27' | Report | Ezequiel Hilaire 12' (pen.) Federico Hilaire 16', 30', 36' Facundo Minici 28' (pen.) | Stade du Prado, Marseille diváci: 4 000 rozhodčí: George Postma |

| 18. července 2008 17:45 |        |                                                       |                                                                   |
| Spojené arabské emiráty | 10 : 4 | Kamerun                                               | Stade du Prado, Marseille diváci: 4 500 rozhodčí: Erick Chavarria |
| Bakhit Alabadla 1', 18', 20' Hassan Almazam 19' Ekwala Eyoum 19' (vl.) Rami Al Messabi 28', 32' Ali Karim 28' Sulaiman Albloushi 29' Ibrahim Albalooshi 29' | Report | Aime Yombi 1' Joan Etame 9', 19' Eric Yopa 20' (pen.) | Stade du Prado, Marseille diváci: 4 500 rozhodčí: Erick Chavarria |

| 20. července 2008 16:15                                                 |        |                                                   |                                                                   |
| Argentina                                                               | 5 : 2  | Spojené arabské emiráty                           | Stade du Prado, Marseille diváci: 4 500 rozhodčí: Sylvain Palhies |
| Santiago Hilaire 6' Cesar Leguizamon 15', 34' Federico Hilaire 19', 30' | Report | Rami Al Messabi 11' Ibrahim Albalooshi 34' (pen.) | Stade du Prado, Marseille diváci: 4 500 rozhodčí: Sylvain Palhies |

| 20. července 2008 17:45 |        |                                                                               |                                                                |
| Kamerun                 | 0 : 4  | Rusko                                                                         | Stade du Prado, Marseille diváci: 5 300 rozhodčí: Fabio Polito |
|                         | Report | Aime Yombi 9' (vl.) Danil Khmara 12' Alexej Makarov 21' Rustam Shakmelyan 36' | Stade du Prado, Marseille diváci: 5 300 rozhodčí: Fabio Polito |

| 22. července 2008 14:45 |        |                                                                                     |                                                                   |
| Spojené arabské emiráty | 0 : 5  | Rusko                                                                               | Stade du Prado, Marseille diváci: 3 000 rozhodčí: Istvan Meszáros |
|                         | Report | Alexej Makarov 7' Egor Šajkov 7' (pen.), 27' Dmitrij Šišin 24' Yury Gorchinskij 28' | Stade du Prado, Marseille diváci: 3 000 rozhodčí: Istvan Meszáros |

| 22. července 2008 16:15 |        |                                   |                                                                  |
| Kamerun                 | 0 : 3  | Argentina                         | Stade du Prado, Marseille diváci: 3 800 rozhodčí: Tasuku Onodera |
|                         | Report | Facundo Minici 2' (pen.), 3', 35' | Stade du Prado, Marseille diváci: 3 800 rozhodčí: Tasuku Onodera |

#### Skupina D
| Tým       | Z | V | R | P | VG | IG | +/− | B |
| --------- | - | - | - | - | -- | -- | --- | - |
| Brazílie  | 3 | 3 | 0 | 0 | 18 | 4  | +14 | 9 |
| Španělsko | 3 | 2 | 0 | 1 | 10 | 5  | +5  | 6 |
| Mexiko    | 3 | 1 | 0 | 2 | 6  | 12 | −6  | 3 |
| Japonsko  | 3 | 0 | 0 | 3 | 5  | 18 | −13 | 0 |

| 18. července 2008 16:15                                               |        |                                                       |                                                                 |
| Mexiko                                                                | 4 : 3  | Japonsko                                              | Stade du Prado, Marseille diváci: 4 000 rozhodčí: Mohamed Morsi |
| Israel Santoyo 25' Ricardo Villalobos 25', 31' Christopher Flores 29' | Report | Katsuhiro Joši 2' Teruki Tabata 25' Tomoja Uehara 27' | Stade du Prado, Marseille diváci: 4 000 rozhodčí: Mohamed Morsi |

| 18. července 2008 19:15 |        |                 |                                                                |
| Brazílie                | 3 : 2  | Španělsko       | Stade du Prado, Marseille diváci: 6 500 rozhodčí: Fabio Polito |
| Buru 1', 31' Bruno 22'  | Report | Amarelle 1', 6' | Stade du Prado, Marseille diváci: 6 500 rozhodčí: Fabio Polito |

| 20. července 2008 14:45  |        |                       |                                                                  |
| Španělsko                | 2 : 1  | Mexiko                | Stade du Prado, Marseille diváci: 4 000 rozhodčí: Sergejus Slyva |
| Amarelle 15' Antonio 26' | Report | Christopher Flores 4' | Stade du Prado, Marseille diváci: 4 000 rozhodčí: Sergejus Slyva |

| 20. července 2008 19:15 |        | |                                                                   |
| Japonsko                | 1 : 8  | Brazílie                                                                                               | Stade du Prado, Marseille diváci: 7 000 rozhodčí: Erick Chavarria |
| Šinji Makino 24'        | Report | Júnior Negão 5', 17' Buru 13' Betinho 16' Benjamin 17' Bruno 24' Daniel 32' Katsuhiro Yoshii 35' (vl.) | Stade du Prado, Marseille diváci: 7 000 rozhodčí: Erick Chavarria |

| 22. července 2008 17:45                                                    |        |                   |                                                                       |
| Španělsko                                                                  | 6 : 1  | Japonsko          | Stade du Prado, Marseille diváci: 5 000 rozhodčí: Carlos Aguirregaray |
| Amarelle 15', 20' (pen.), 27' CristianTorres 16' Nico 21' Javi Alvarez 34' | Report | Tomoja Uehara 17' | Stade du Prado, Marseille diváci: 5 000 rozhodčí: Carlos Aguirregaray |

| 22. července 2008 19:15                                        |        |                     |                                                                 |
| Brazílie                                                       | 7 : 1  | Mexiko              | Stade du Prado, Marseille diváci: 6 000 rozhodčí: George Postma |
| Benjamin 1', 20', 32' André 8' Bruno 24' Bueno 30' Betinho 33' | Report | Adrian Alvarado 21' | Stade du Prado, Marseille diváci: 6 000 rozhodčí: George Postma |

## Vyřazovací fáze
|  | Čtvrtfinále                   | Čtvrtfinále                   |                               |             | Semifinále  | Semifinále  |  |  | Finále                        | Finále |
|  |                               |                               |                               |             |             |             |  |  |                               |        |
|  | 24. července 2008 - Marseille |                               |                               |             |             |             |  |  |                               |        |
|  |                               |                               |                               |             |             |             |  |  |                               |        |
|  | Francie                       | 2                             |                               |             |             |             |  |  |                               |        |
|  | Francie                       | 2                             | 26. července 2008 - Marseille |             |             |             |  |  |                               |        |
|  | Itálie                        | 5                             |                               |             |             |             |  |  |                               |        |
|  | Itálie                        | 5                             | Itálie (pen.)                 | 4 (1)       |             |             |  |  |                               |        |
|  | 24. července 2008 - Marseille |                               | Itálie (pen.)                 | 4 (1)       |             |             |  |  |                               |        |
|  |                               | Španělsko                     | 4 (0)                         |             |             |             |  |  |                               |        |
|  | Argentina                     | Španělsko                     | 4 (0)                         | 0           |             |             |  |  |                               |        |
|  | Argentina                     |                               | 27. července 2008 - Marseille | 0           |             |             |  |  |                               |        |
|  | Španělsko                     | 2                             |                               |             |             |             |  |  |                               |        |
|  | Španělsko                     | 2                             | Itálie                        | 3           |             |             |  |  |                               |        |
|  | 24. července 2008 - Marseille |                               | Itálie                        | 3           |             |             |  |  |                               |        |
|  |                               | Brazílie                      | 5                             |             |             |             |  |  |                               |        |
|  | Portugalsko                   | Brazílie                      | 5                             | 6           |             |             |  |  |                               |        |
|  | Portugalsko                   | 26. července 2008 - Marseille |                               | 6           |             |             |  |  |                               |        |
|  | Uruguay                       | 3                             |                               |             |             |             |  |  |                               |        |
|  | Uruguay                       | 3                             | Portugalsko                   | 4           | Třetí místo | Třetí místo |  |  |                               |        |
|  | 24. července 2008 - Marseille |                               | Portugalsko                   | 4           | Třetí místo | Třetí místo |  |  |                               |        |
|  |                               | Brazílie                      | 5                             |             |             |             |  |  |                               |        |
|  | Brazílie                      | Brazílie                      | 5                             | 6           | Španělsko   | 4           |  |  |                               |        |
|  | Brazílie                      |                               |                               | 6           | Španělsko   | 4           |  |  |                               |        |
|  | Rusko                         | 4                             |                               | Portugalsko | 5           |             |  |  |                               |        |
|  | Rusko                         | 4                             |                               |             | 5           |             |  |  |                               |        |
|  |                               |                               |                               |             |             |             |  |  | 27. července 2008 - Marseille |        |
|  |                               |                               |                               |             |             |             |  |  |                               |        |

#### Čtvrtfinále
| 24. července 2008 14:45                                               |        |                            |                                                                   |
| Portugalsko                                                           | 6 : 3  | Uruguay                    | Stade du Prado, Marseille diváci: 6 000 rozhodčí: Juan José Lopéz |
| Belchior 8', 29' Beirao Sousa 11' Madjer 15' Bilro 26' Coco 29' (vl.) | Report | Fabian 15', 32' Martin 24' | Stade du Prado, Marseille diváci: 6 000 rozhodčí: Juan José Lopéz |

| 24. července 2008 16:15 |        |              |                                                                   |
| Argentina               | 0 : 2  | Španělsko    | Stade du Prado, Marseille diváci: 6 500 rozhodčí: Istvan Meszáros |
|                         | Report | Nico 1', 32' | Stade du Prado, Marseille diváci: 6 500 rozhodčí: Istvan Meszáros |

| 24. července 2008 17:45                        |        |                                                             |                                                                   |
| Brazílie                                       | 6 : 4  | Rusko                                                       | Stade du Prado, Marseille diváci: 7 000 rozhodčí: Sylvain Palhies |
| Buru 5', 10' Daniel 18', 27', 30' Benjamin 34' | Report | Egor Šajkov 4', 31' (pen.) Dmitrij Šišin 5' Ilja Leonov 18' | Stade du Prado, Marseille diváci: 7 000 rozhodčí: Sylvain Palhies |

| 24. července 2008 19:15                 |        |                                                                                          |                                                                   |
| Francie                                 | 2 : 5  | Itálie                                                                                   | Stade du Prado, Marseille diváci: 7 000 rozhodčí: Alberto Moreira |
| Didier Samoun 23' Stephane Francois 33' | Report | Massimiliano Esposito 1' Simone Feudi 2', 11' Giuseppe Condorelli 23' Paolo Palmacci 23' | Stade du Prado, Marseille diváci: 7 000 rozhodčí: Alberto Moreira |

#### Semifinále
| 26. července 2008 17:30                     |        |                                            |                                                                       |
| Portugalsko                                 | 4 : 5  | Brazílie                                   | Stade du Prado, Marseille diváci: 6 000 rozhodčí: Carlos Aguirregaray |
| Madjer 13' Belchior 17' Torres 24' Alan 26' | Report | André 10', 25', 29' Benjamin 17' Bruno 35' | Stade du Prado, Marseille diváci: 6 000 rozhodčí: Carlos Aguirregaray |

| 26. července 2008 19:00                                            |        |                                                     |                                                                 |
| Itálie                                                             | 4 : 4  | Španělsko                                           | Stade du Prado, Marseille diváci: 7 000 rozhodčí: George Postma |
| Massimiliano Esposito 4' Simone Feudi 6' Roberto Pasquali 25', 35' | Report | Amarelle 3', 35' Javi Álvarez 13' Javier Torres 24' | Stade du Prado, Marseille diváci: 7 000 rozhodčí: George Postma |

|                       |       | Penaltový rozstřel |  |
| Massimiliano Esposito | 1 : 0 | Amarelle           |  |

#### O 3. místo
| 27. července 2008 17:30                  |        |                                |                                                                   |
| Portugalsko                              | 5 : 4  | Španělsko                      | Stade du Prado, Marseille diváci: 6 500 rozhodčí: Erick Chavarria |
| Madjer 3', 26', 28' Bilro 13' Torres 30' | Report | Amarelle 8', 24', 26' Nico 34' | Stade du Prado, Marseille diváci: 6 500 rozhodčí: Erick Chavarria |

#### Finále
| 27. července 2008 19:00                 |        |                                                                |                                                                   |
| Brazílie                                | 5 : 3  | Itálie                                                         | Stade du Prado, Marseille diváci: 7 000 rozhodčí: Istvan Meszáros |
| Bruno 9', 15' Sidney 22', 24' André 29' | Report | Paolo Palmacci 30' Roberto Pasquali 34' Diego Maradona Jr. 35' | Stade du Prado, Marseille diváci: 7 000 rozhodčí: Istvan Meszáros |